# Бийотайское староство
Бийо́тайское староство (лит. Bijotų seniūnija) — одно из 14 староств Шилальского района Таурагского уезда Литвы. Административный центр — деревня Бийо́тай.

## География
Расположено на западе Литвы, в восточной части Шилальского района, на юге Жямайтской возвышенности.
Граничит с Упинским староством на западе, Кальтиненайским — на севере и северо-западе, Скаудвильским староством Таурагского района — на юге и юго-востоке, Пакражантским староством Кельмеского района — на востоке и северо-востоке, и Кражяйским староством Кельмеского района — на севере.

## Население
Бийотайское староство включает в себя 29 деревень.